# 呼和车力蒙古族乡
呼和车力蒙古族乡是中华人民共和国吉林省白城市洮南市下辖的一个民族乡。

## 行政区划
呼和车力蒙古族乡下辖以下村级行政区划单位：
立业村、车力村、创业村、宏图村、榆林村和兴发村。